# Esparver andí
L'esparver andí (Accipiter ventralis; syn: Accipiter striatus ventralis) és una espècie d'ocell de la família dels accipítrids (Accipitridae). Habita boscos i matolls del nord i oest d'Amèrica del Sud, des del nord de Colòmbia i Veneçuela cap al sud, a través dels Andes, per Equador i el Perú fins al centre de Bolívia.
És considerat sovint una subespècie d'Accipiter striatus.

## Taxonomia
Segons la llista mundial d'ocells del Congrés Ornitològic Internacional (versió 12.2, juliol 2022) aquest tàxon tindria la categoria d'espècie. Tanmateix, altres obres taxonòmiques, com el Handook of the Birds of the World i la quarta versió de la BirdLife International Checklist of the birds of the world (Desembre 2019), el consideren encara una subespècie de l'esparver americà (Accipiter striatus ventralis).